# Zagościniec (Jeżowe)
Zagościniec – przysiółek wsi Jeżowe, położony w Polsce, w województwie podkarpackim, w powiecie niżańskim, w gminie Jeżowe. 
Przysiółek wchodzi w skład sołectwa Jeżowe Zagościniec, które współtworzą także przysiółki: Błądki, Kowale.